# Caldisericum
Caldisericum exile és una espècie de bacteri prou diferent de la resta de bacteris com per haver estat classificat en la seva pròpia família, ordre, classe i filum. És el primer membre del fílum candidat OP5 en ser cultivat i descrit.